# ゴッホちゃん
『ゴッホちゃん』 (Gogh-Chan) は、マブレックスによる日本の青年漫画。『ヤングガンガン』（スクウェア・エニックス）において、2012年22号から連載していた。

## 概要
生前のフィンセント・ファン・ゴッホとその仲間や家族、知人たちとのやり取りをパロディ化した4コマ漫画。形式的には『WORKING!!』や『俺の彼女と幼なじみが修羅場すぎる4コマ』などと同じだが、各話の冒頭に必ずといっていいほど「生前は1枚しか作品が売れなかった画家」という意味のモノローグが付くところと、各話の終わりがゴッホ渾身の傑作（と思われる）で締め括られているところで差別化が図られている。また、キャラクターデザインや登場人物のやり取りがやや戯画化されていることなどを除けば、大筋のストーリー・キャラクター設定が史実に忠実である点も本作品の特徴の一つと言える。

## 主な登場人物
ゴッホ
本作品の主人公。「生前は1枚しか作品が売れなかった画家」。主人公だけに、キャラクターデザインは肖像画に忠実だが、三頭身のコミカルな姿に描かれていることが多い。
幼稚かつKYで、飢えを凌ぐため自宅で育てているヒマワリの種や絵の具を食べたり、同居人のゴーギャンが「（自分の作品に）茶色塗ろうかピンク塗ろうか迷っている」とぼやくのに対し「俺も今ウンコ（茶色）しようか、ハム（ピンク）食べようか悩んでいるんだ。色的に同じだよね」と返すなど、奇怪な挙動や言動を繰り返す非常識極まる人物。
無職同然の生活をしているせいかアル中であり、当時は幻覚作用があると言われたアブサンを特に愛飲している。
ゴーギャン
ゴッホの同居人。何故か頭がキツネの姿（獣頭人身）で描かれている。妻メットと5人の子どもがいるが、現在は別居中。人格が変わるほど熱狂的なタヒチ好きで、将来はタヒチで暮らしたいと夢想しているが、彼と工房を作りたいゴッホはぶち壊したいと考えている。
登場人物の中では常識人な方だが、貧しいにも拘わらず、サラリーマンから画家に転職した挙句、妻子と別居したり、タヒチで自分の子と同じくらいの娘を愛人にしたりと、私生活では全くの宿六で、ゴッホと同じくほぼ無職。また、酒乱の気がある。
テオ
ゴッホの弟。史実と同じく、本作品でも画商を営み、兄の生活を支えている。ヨハンナという美人妻がいる。
兄とは違い基本的に美青年に描かれており、常識人に見えるが、やはりゴッホの弟というべきか、ズレた言動や挙動も散見する。
ヨハンナ
テオの妻。夫や義兄とは違い、しっかり者。
ロートレック
「ムーラン・ルージュ」などのポスターで有名な貴族出身の画家。眼鏡を掛けた少年紳士のような姿に描かれている。人物紹介で「エロい」と言われているように、話題は専ら「レズビアン」「近親相姦」「異種交歓」など下ネタを好む。
イヴェット・ギルベール
女性歌手。ロートレックの知人。ロートレックに醜く描かれたり、ゴッホに油絵の具で顔全体に無数のナメクジらしきものが蠢くメイクを施されたりと、酷い目に遭っている。
ヴィルヘルミナ
ゴッホとテオの妹。可憐な容姿とは裏腹に、誰に対しても容赦ない毒舌家。
ジョゼフ・ルーラン
郵便配達夫として働く豊かな髭の中年男性。少々アル中の気がある。ゴッホ宅によく郵便物を届けてくれる。
妻と生まれたばかりの赤ん坊の3人家族で、勤務中にゴッホ宅に上がりこみ、お喋りしたり飲み食いしたりと、公私両面で羨ましい生活を送っている。

## 書誌情報
1. ISBN 978-4-7575-3839-9（2012年12月22日）